# أريغارون لبنان
أريغارون لبنان (الاسم العلمي:Erigeron libanensis) هو نوع من النباتات يتبع جنس الأريغارون من الفصيلة النجمية.